# Municipio de Pine Lake (condado de Otter Tail)
El municipio de Pine Lake (en inglés: Pine Lake Township) es un municipio ubicado en el condado de Otter Tail en el estado estadounidense de Minnesota. En el año 2010 tenía una población de 639 habitantes y una densidad poblacional de 6,91 personas por km².

## Geografía
El municipio de Pine Lake se encuentra ubicado en las coordenadas 46°34′52″N 95°28′34″O / 46.58111, -95.47611. Según la Oficina del Censo de los Estados Unidos, el municipio tiene una superficie total de 92.51 km², de la cual 75,26 km² corresponden a tierra firme y (18,65 %) 17,25 km² es agua.

## Demografía
Según el censo de 2010, había 639 personas residiendo en el municipio de Pine Lake. La densidad de población era de 6,91 hab./km². De los 639 habitantes, el municipio de Pine Lake estaba compuesto por el 98,59 % blancos, el 0,16 % eran afroamericanos, el 0,31 % eran amerindios, el 0,47 % eran asiáticos, el 0,16 % eran de otras razas y el 0,31 % eran de una mezcla de razas. Del total de la población el 0,63 % eran hispanos o latinos de cualquier raza.